# لويس توماس مكفادين
لويس توماس مكفادين هو صحفي وشخصية أعمال وسياسي أمريكي، ولد في 25 يوليو 1876 في Troy Township, Bradford County, Pennsylvania ‏ في الولايات المتحدة، وتوفي في 1 أكتوبر 1936 في نيويورك في الولايات المتحدة. نشط حزبياً في الحزب الجمهوري. وقد انتخب عضو مجلس النواب الأمريكي.